# Jabouilleia
A Jabouilleia  a madarak osztályának verébalakúak (Passeriformes) rendjébe és a Pellorneidae családjába  tartozó nem. Egyes szervezetek szerint a Rimator nembe tartoznak ezek a fajok is.

## Rendszerezésük
A nembe az alábbi 2 faj tartozik ide:
- Jabouilleia naungmungensis[1] vagy Rimator naungmungensis[2]
- Jabouilleia danjoui[1] vagy Rimator danjoui[2]

## Előfordulásuk
Délkelet-Ázsiában honosak. A természetes élőhelyük a szubtrópusi vagy trópusi síkvidéki és hegyi esőerdők. Állandó, nem vonuló fajok.

## Megjelenésük
Átlagos testhosszuk 18-19,5 centiméter közötti.